# بتمن: آرکهام
بتمن: آرکهام (به انگلیسی: Batman: Arkham) یک سری بازی ویدیویی در سبک اکشن-ماجراجویی بر اساس شخصیت بتمن است که توسط راک‌استدی استودیوز توسعه داده شده و توسط سرگرمی تعاملی برادران وارنر منتشر شده‌است.

## نسخه‌های اصلی
- بتمن: تیمارستان آرکهام
- بتمن: شهر آرکهام
- بتمن: ریشه‌های آرکهام
- بتمن: شوالیه آرکهام

## نسخه های فرعی
- بتمن: آرکهام وی‌آر
- بتمن‌: بازگشت به آرکهام
- بتمن:مجموعه آرکهام